# Championnat du Cameroun de football 2007
Navigation
Saison précédente Saison suivante
La saison 2007 du Championnat du Cameroun de football était la 47e édition de la première division camerounaise, la MTN Elite 1. Les 18 équipes sont regroupées au sein d'une poule unique où chaque formation rencontre tous ses adversaires 2 fois, à domicile et à l'extérieur. Le championnat repasse de 18 à 16 clubs la saison prochaine : il y a donc 5 relégations directes et 3 promus de D2.
C'est le Cotonsport Garoua, tenant du titre depuis 4 saisons, qui termine une nouvelle fois en tête du championnat cette année. C'est le 8e titre de champion de son histoire. Le Cotonsport réalise le doublé en battant Astres FC en finale de la Coupe du Cameroun.

## Les 18 clubs participants
| - Cotonsport Garoua - CPS de Bertoua - Promu de D2 - Canon Yaoundé - Union Douala - Espérance Guider - Astres FC - Sable Batié - Cetef Bonabéri - Promu de D2 - Tonnerre Yaoundé - Promu de D2 | - Aigle royal de la Menoua - FC Inter Lion Ngoma - Promu de D2 - Sahel FC - Fovu Baham - Bamboutos Mbouda - Mount Cameroun - Foudre Sportive d'Akonolinga - Federal Sporting FC du Noun - Université Ngaoundéré - Promu de D2 |

## Compétition

### Classement
Le barème pour établir le classement est le suivant : 
- Victoire : 3 points
- Match nul : 1 point
- Défaite, abandon ou forfait : 0 point

| Rang | Équipe                       | Pts | J  | G  | N  | P  | Bp | Bc | Diff |
| ---- | ---------------------------- | --- | -- | -- | -- | -- | -- | -- | ---- |
| 1    | Cotonsport Garoua (T) (C)    | 75  | 34 | 22 | 9  | 3  | 55 | 11 | +44  |
| 2    | Union Douala                 | 70  | 34 | 20 | 10 | 4  | 50 | 23 | +27  |
| 3    | Mount Cameroun               | 66  | 34 | 19 | 9  | 6  | 47 | 23 | +24  |
| 4    | Fovu Baham                   | 54  | 34 | 15 | 9  | 10 | 33 | 24 | +9   |
| 5    | Canon Yaoundé                | 54  | 34 | 16 | 6  | 12 | 37 | 26 | +11  |
| 6    | Astres FC                    | 51  | 34 | 12 | 15 | 7  | 42 | 34 | +8   |
| 7    | Aigle royal de la Menoua     | 49  | 34 | 11 | 16 | 7  | 29 | 27 | +2   |
| 8    | FC Inter Lion Ngoma (P)      | 47  | 34 | 12 | 11 | 11 | 26 | 32 | -6   |
| 9    | Tonnerre Yaoundé (P)         | 47  | 34 | 11 | 14 | 9  | 28 | 24 | +4   |
| 10   | Université Ngaoundéré (P)    | 46  | 34 | 13 | 7  | 14 | 40 | 35 | +5   |
| 11   | Foudre Sportive d'Akonolinga | 42  | 34 | 11 | 9  | 14 | 32 | 37 | -5   |
| 12   | Espérance Guider             | 42  | 34 | 11 | 9  | 14 | 23 | 31 | -8   |
| 13   | Sable Batié                  | 39  | 34 | 12 | 6  | 16 | 31 | 37 | -6   |
| 14   | Cetef Bonabéri (P)           | 36  | 34 | 9  | 9  | 16 | 35 | 43 | -8   |
| 15   | Sahel FC                     | 31  | 34 | 6  | 13 | 15 | 24 | 43 | -19  |
| 16   | Fédéral Sporting FC du Noun  | 23  | 34 | 6  | 8  | 20 | 26 | 50 | -24  |
| 17   | CPS de Bertoua (P)           | 7   | 34 | 0  | 10 | 24 | 17 | 67 | -50  |
| 18   | Bamboutos Mbouda             | 42  | 34 | 12 | 6  | 16 | 31 | 39 | -8   |

|  | Qualifié pour la Ligue des champions de la CAF 2008 |
|  | Qualifié pour la Coupe de la CAF 2008               |
|  | Relégué en deuxième division                        |

## Bilan de la saison
| Tableau d'Honneur                   |                   |
| Compétition                         | Vainqueur         |
| Championnat du Cameroun de football | Cotonsport Garoua |
| Coupe du Cameroun                   | Cotonsport Garoua |

| Qualifications continentales       |                                |
| Ligue des champions de la CAF 2008 | Qualifiés                      |
| Premier tour                       | Cotonsport Garoua Union Douala |
| Coupe de la CAF 2008               | Qualifiés                      |
| Tour préliminaire 1/16 finale      | Mount Cameroun Astres FC       |

| Promotion et relégation |                                                                                     |
| Relégués en 2e division | Cetef Bonabéri Sahel FC Fédéral Sporting FC du Noun CPS de Bertoua Bamboutos Mbouda |
| Promus en MTN Elite 1   | Tiko United Unisport Bafang Caïman de Douala                                        |